# José Antonio Crespo Ortiz
José Antonio Crespo Ortiz (Madrid, España, 24 de junio de 1977) es un exjugador de bádminton español.
Crespo comenzó a practicar bádminton desde los 8 años, cuando su familia se mudó de Torremolinos a Benalmadena, y un amigo lo animó a practicarlo.
Crespo era especialista en dobles aunque también era un jugador competitivo en juegos de jugadores individuales.
A nivel nacional se proclamó en tres ocasiones campeón de España individual masculino en 2001, 2002 y 2006. También fue campeón de España en dobles masculino en cuatro ocasiones, en 2002 y 2003 junto a Sergio Llopis, y en 2005 y 2006 formando pareja con Nicolás Escartín. En dobles mixtos fue campeón en 2002 y 2003 junto a Dolores Marco.  